# 1986年臺灣
|        | 臺灣歷史 \| 台灣歷史年表 |
| 世纪： | 19世纪臺灣 \| 20世纪臺灣 \| 21世纪臺灣 |
| 年代： | 1950年代臺灣 \| 1960年代臺灣 \| 1970年代臺灣 \| 1980年代臺灣 \| 1990年代臺灣 \| 2000年代臺灣 \| 2010年代臺灣                                           |
| 年份： | 1981年臺灣 \| 1982年臺灣 \| 1983年臺灣 \| 1984年臺灣 \| 1985年臺灣 \| 1986年臺灣 \| 1987年臺灣 \| 1988年臺灣 \| 1989年臺灣 \| 1990年臺灣 \| 1991年臺灣 |
| 纪年： | 丙寅年（虎年）、中華民國75年 |

## 政府

### 國家正副元首

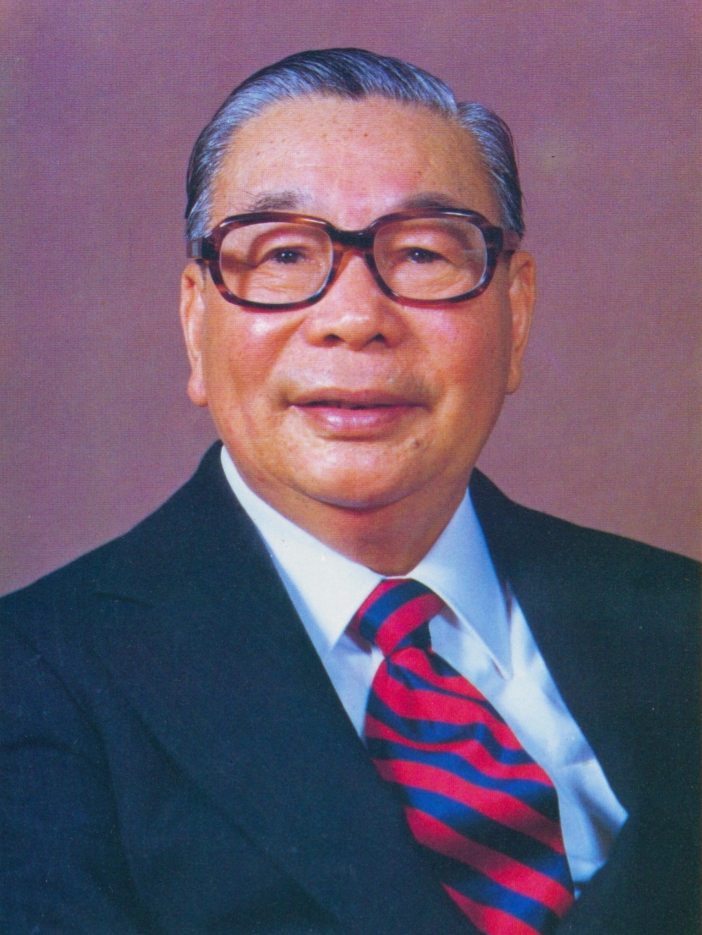
總統：蔣經國
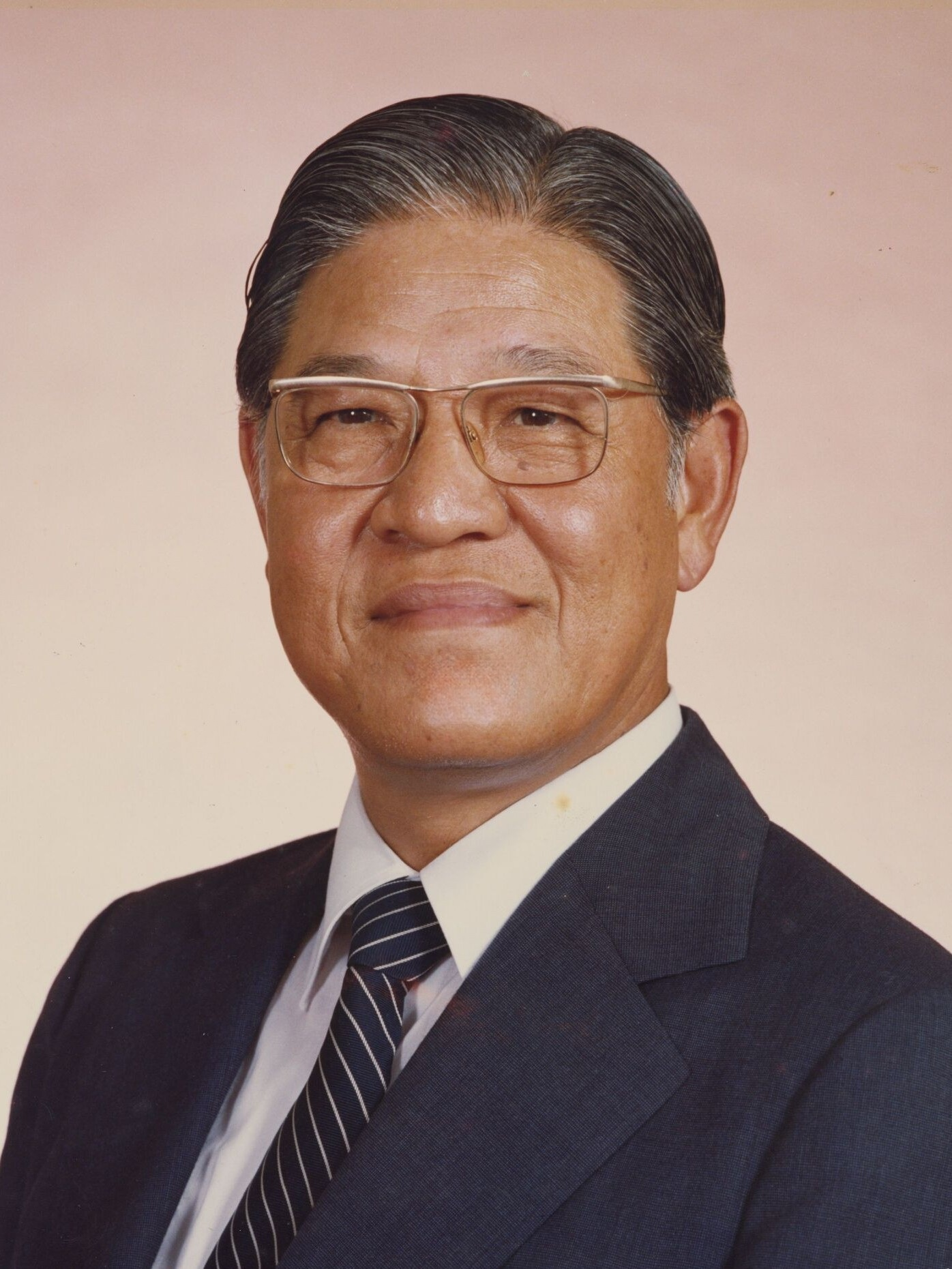
副總統：李登輝

### 五院首長

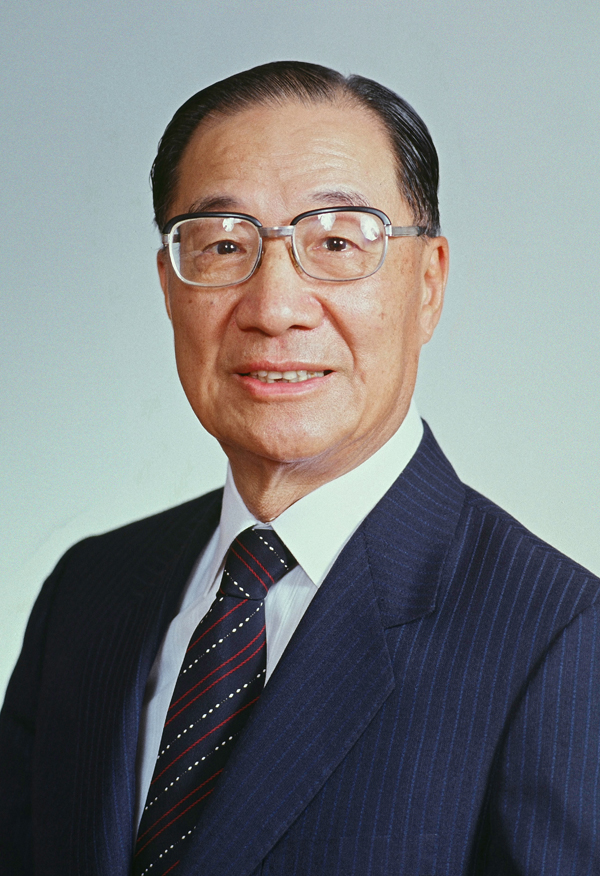
行政院院長：俞國華
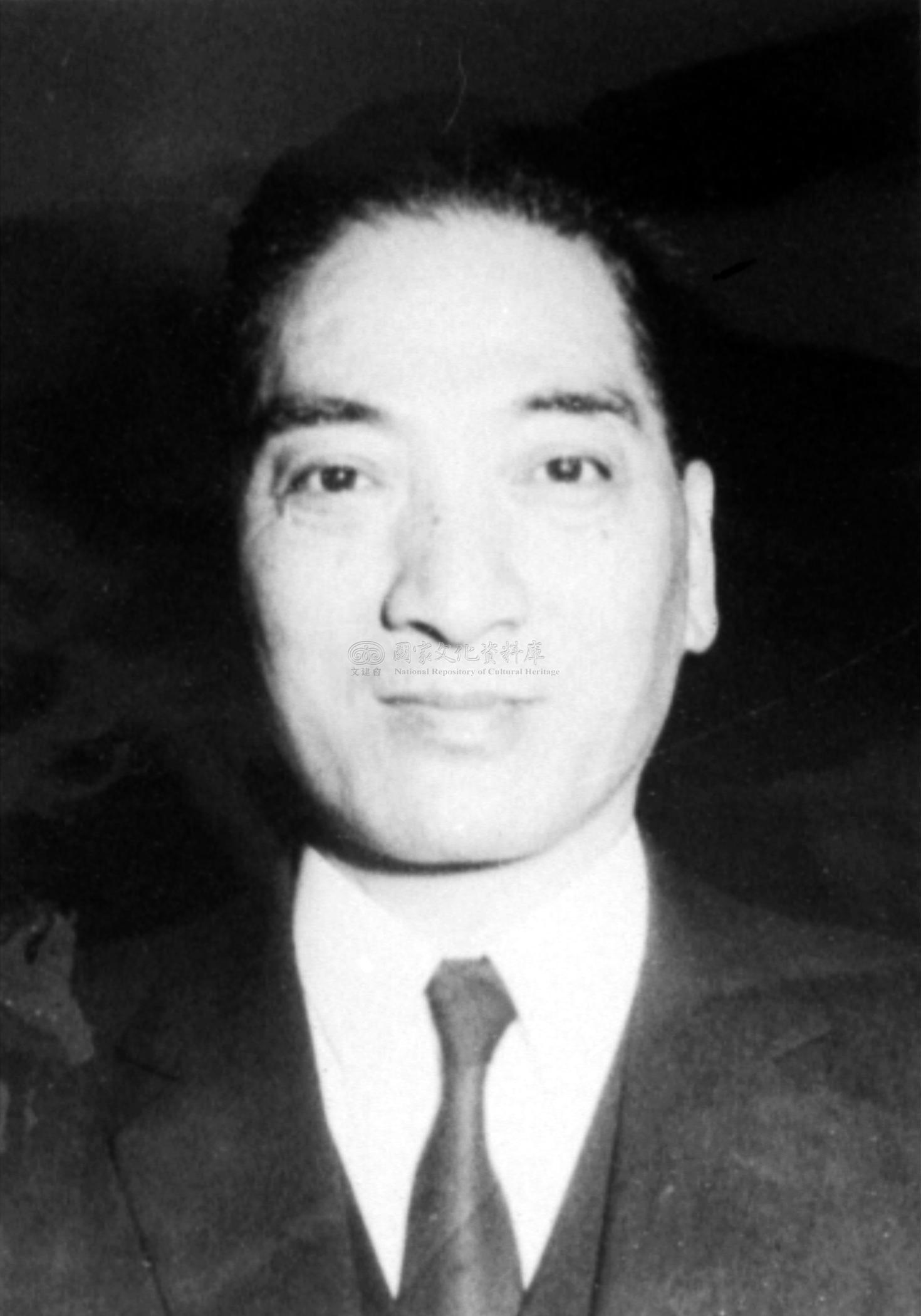
立法院院長：倪文亞
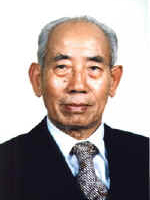
司法院院長：黃少谷
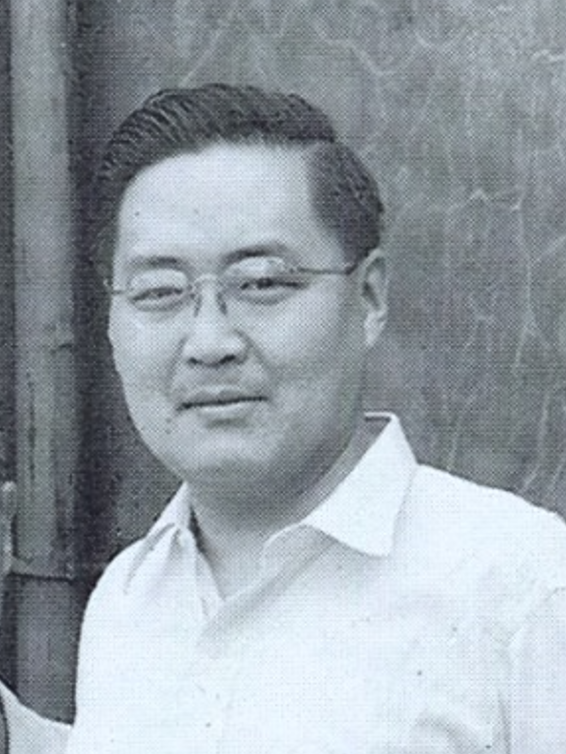
考試院院長：孔德成
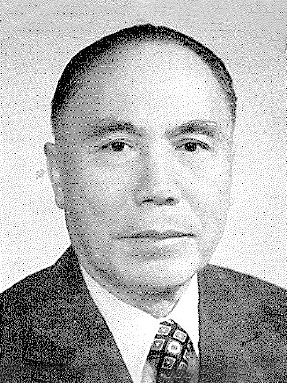
監察院院長：余俊賢

### 省政府主席

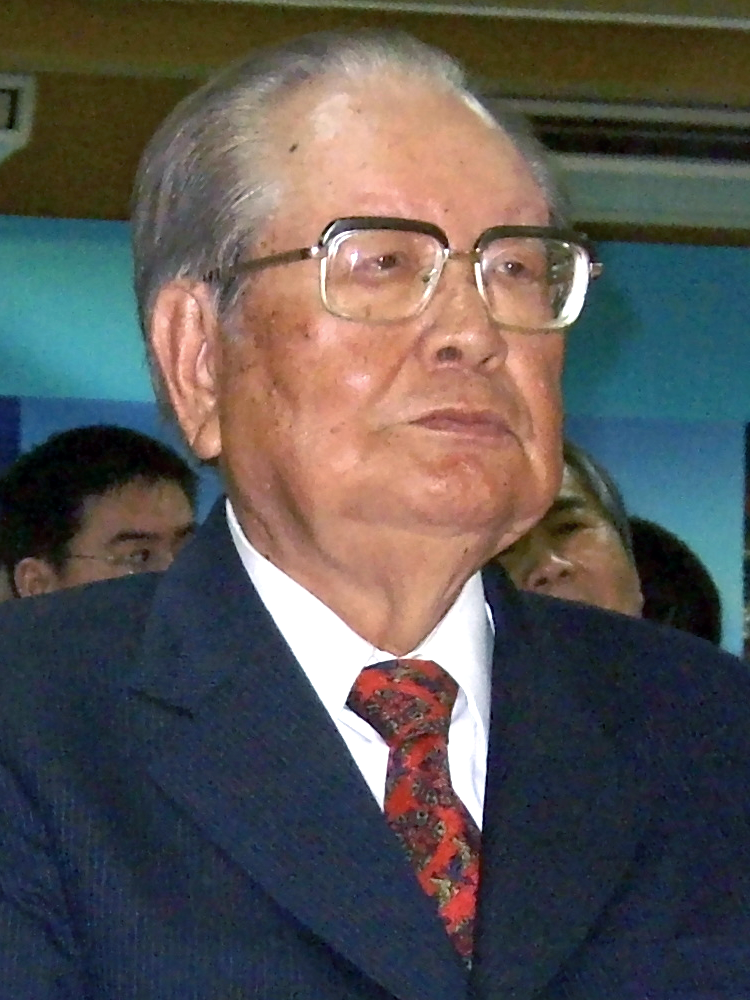
臺灣省政府主席：邱創煥
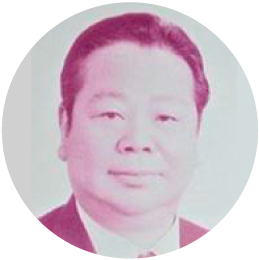
福建省政府主席：吳金贊

### 成員變動

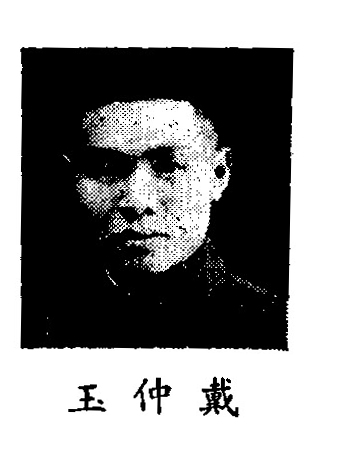
福建省政府主席：戴仲玉（逝世）

## 大事記

### 1月
- 1月1日——國立自然科學博物館正式設立於臺中。
- 1月2日——發生西施舌中毒事件，造成116人出現症狀，其中2人中毒過深而死。
- 1月8日——發生綠牡蠣事件，導致4月間出現大量牡蠣死亡。
- 1月13日——祝山線通車，是由臺灣自建的第一條觀光登山鐵路。

### 2月
- 2月16日——中華航空2265號班機空難，因重飛失敗而墜毀於澎湖的吉貝嶼附近海域，導致機上13人全數死亡。

### 3月
- 3月2日——FAPA執行長蔡同榮隨索拉茲率領的美國國會訪問團造訪菲律賓。[1]:106-107
- 3月5日——發生燒肉粽事件，是臺灣首宗自殺壓死人的意外事件，引起全臺關注議論。同日，蔣經國主持國家安全會議時表示要保持物價穩定以及照顧農民利益，並且規定下年度總預算以十四項建設為執行重心。
- 3月6日——蔡同榮拜會新任總統艾奎諾夫人，向菲國人民革命表達高度肯定，並表示這將給予臺灣人相當大的鼓勵。[1]:107
- 3月7日——蔡同榮與許榮淑向剛上任的菲律賓司法部長岡薩雷斯（Neptali Gonzales）交涉臺灣漁船遭扣留事件。[1]:107
- 3月25日——台北翡翠水庫舉行蓄水典禮。

### 4月
- 4月18日——蔣經國罹患心律不整，進入臺北榮民總醫院裝置人工心律調節器。

### 5月
- 5月3日——中華航空334號班機劫機事件
- 5月19日——由鄭南榕等人發起反戒嚴運動，要求當局「100%解嚴、100%回歸憲法」。

### 6月
- 6月24日——鹿港發起反杜邦運動，是臺灣第一個以環境問題為訴求的運動。
- 6月27日——臺北市政府捷運工程局籌備處成立。

### 7月
- 7月21日——華山貨運站廢除。

### 8月
- 8月1日——位於臺北縣蘆洲鄉的國立空中大學成立。
- 8月11日——大仁宮廢船爆炸事件，台灣高雄港一艘拆卸中的卡娜莉號油輪因火花引燃船內油泥而發生爆炸，造成16人死亡、一百多人輕重傷。
- 8月21日——韋恩颱風在濁水溪口登陸，為首度於臺灣中部登陸的颱風，造成當地繼八七水災之後最為慘重的災情。

### 9月
- 9月——嚴家淦在主持會議當中腦溢血突發，送醫急救。
- 9月14日——台北圓山動物園喬遷至木柵動物園。
- 9月19日——位於雲林縣虎尾的雲林監獄擴建完成。
- 9月26日——三塊厝車站廢除。
- 9月28日——民主進步黨於臺北圓山大飯店成立，但未被當時的執政當局承認。
- 9月30日——由台塑提案六輕計畫獲經濟部核准通過，選址於宜蘭利澤，引發當地反彈，造成隔年發生反六輕運動。

### 10月
- 10月8日——谷關發生遊覽車墜谷事故，因閃避大貨車而被擦撞到80餘米深谷，造成40人死亡、6人受傷。
- 10月10日——臺灣省政府教育廳在當日正式發行史上第一份兒童導向刊物《兒童的雜誌》創刊號。
- 10月25日——第一部由國人主導設計的汽車裕隆飛羚正式推出。

### 11月
- 11月12日——公告太魯閣國家公園計畫書及範圍圖。
- 11月14日——與大韓民國簽訂中韓空中運輸協定。
- 11月15日——花蓮發生芮氏規模6.8的地震，造成15人死亡、62人輕重傷，房屋全倒35戶、半倒32戶、至少有200餘戶以上的建築物受損。
- 11月28日——太魯閣國家公園管理處正式成立。
- 11月28日——剛創黨的民主進步黨舉行首屆主席選舉，由江鵬堅當選創黨主席。
- 11月28日——加拿大駐台北貿易辦事處在台北開始啟用。
- 11月30日——發生桃園機場事件，群眾聲援許信良返回臺灣，與軍警發生衝突。同日，聯繫台北交通要道的中興橋突然發生斷裂，造成6名機車騎士受傷。[2]

### 12月
- 12月6日，1986年中華民國國民大會代表選舉、1986年中華民國立法委員選舉舉行。

## 出生
参见： 1986年出生
- 1月1日——
  - 林家宇，演員。
  - 郭勝安，棒球選手。
  - 谷阿莫，YouTube網紅。
- 1月2日——
  - 夏語心，演員、主持人。
  - 蕭一傑，棒球選手。
  - 林忠諭，宇宙人主唱兼鍵盤手。
- 1月4日——
  - 謝淑薇，網球選手。
  - 鄭韶婕，羽球選手。
- 1月5日——顏蔚慈，政治人物。
- 1月6日——楊佩潔，演員。
- 1月12日——林楷倫，作家。
- 1月15日——蘇育德，政治人物。
- 1月16日——
  - 陳又津，作家。
  - 王鏡銘，棒球選手。
  - 張羽霖，籃球運動員。
- 1月17日——買嘉儀，棒球選手。
- 1月20日——卓文萱，歌手、演員。
- 1月22日——
  - 李國毅，歌手、演員。
  - 黃信凱，魔術師。
- 1月29日——簡皎竹，主持人，是YOYO家族成員之一。
- 1月31日——林家琪，新聞主播。
- 2月3日——
  - 陳靖寰，籃球運動員。
  - 陳鴻文，棒球選手。
- 2月5日——顏振弘，籃球運動員。
- 2月6日——謝炫任，棒球選手。
- 2月8日——曾治豪，歌手、演員。
- 2月10日——陳宏麟，羽球選手。
- 2月13日——黃裕鈞，國際關係學者。
- 2月15日——翁震州，政治人物。
- 2月17日——林東緒，演員。
- 2月18日——林佳瑋，社會運動人士。
- 2月19日——郭采潔，歌手、演員。
- 2月25日——姚以緹，演員。
- 3月1日——游振宜，演員、通告藝人。
- 3月2日——樓心潼，歌手、演員、主持人。
- 3月5日——張再興，演員。
- 3月8日——
  - 朱芯儀，演員。
  - 汪光磊，Twitch網紅。
- 3月9日——林育羣，歌手。
- 3月14日——劉道玄，演員。
- 3月19日——鄭如吟，演員、通告藝人。
- 3月21日——林泓育，棒球選手。
- 3月22日——
  - 蔡承邑，演員。
  - 莊靜潔，靈修受害者。
- 3月23日——藍少白，棒球選手。
- 3月24日——林宜輝，籃球運動員。
- 3月25日——余函彌，演員、服飾業者，是台大五姬之一。
- 3月26日——瑞恩，喜劇演員。
- 3月27日——連千毅，黑道人物。
- 3月28日——詹乃蓁，演員、模特兒。
- 4月4日——言明澔，歌手、演員。
- 4月5日——陳冠廷，政治人物。
- 4月7日——
  - 羅嘉仁，棒球選手。
  - 鄭宇恩，政治人物。
  - 簡至豪，新聞主播。
- 4月8日——陳逸宸，棒球選手。
- 4月10日——卓冠廷，政治人物。
- 4月10日——陳奎言，宇宙人-吉他手。
- 4月11日——
  - 黃喬歆，是黃暐婷之妹，曾為黑Girl成員。
  - 黃昱翔，導演助理，是黃喬歆之兄，曾為模范棒棒堂成員。
- 4月13日——呂政儒，籃球運動員。
- 4月19日——米可白，演員、主持人，是YOYO家族成員之一。
- 4月22日——曾雅君，歌手。
- 4月23日——
  - 張芯瑜，歌手、演員。
  - 簡富智，棒球選手。
- 4月26日——鄔凱雯，新聞主播。
- 4月27日——孟慶而，歌手、演員。
- 4月30日——
  - 陳宥丞，政治人物。
  - 顏力妃，歌手。
- 5月1日——
  - 張艾莉，歌手。
  - 許蓁蓁，演員。
- 5月2日——張淯虎，棒球選手。
- 5月3日——賈伯楷，政治人物、社會運動人士。
- 5月5日——林克謙，棒球選手。
- 5月6日——謝凱特，作家。
- 5月7日——
  - 白驍馬，羽球選手。
  - 許廷瑞，雕塑家、YouTube網紅。
- 5月9日——陳皓然，棒球選手。
- 5月11日——游翰庭，導演、編劇。
- 5月12日——謝孟軒，足球運動員。
- 5月18日——李祖岑，棒球選手。
- 5月19日——林偉，棒球選手。
- 5月20日——
  - 倪安東，歌手、演員。
  - 林采欣，歌手。
- 5月21日——林瑞堃，籃球運動員。
- 5月25日——張葦航，YouTube網紅。
- 5月28日——元若藍，歌手。
- 5月30日——王嘉誠，棒球選手。
- 6月5日——
  - 張雅嵐，羽球選手。
  - 沈岳澤，棒球選手。
- 6月8日——吳听徹，歌手。
- 6月10日——陳彥博，極限運動員。
- 6月12日——劉薰愛，演員、模特兒。
- 6月16日——賴慈泓，歌手。
- 6月18日——康茵茵，演員。
- 6月21日——徐力琦，演員。
- 6月25日——王晴，演員、模特兒。
- 6月30日——溫元川，棒球選手。
- 7月2日——陳軒宇，花式滑冰運動員。
- 7月6日——
  - 陳思函，歌手、演員。
  - 李英宏，歌手。
- 7月8日——
  - 邊品憲，歌手、演員。
  - 王樂妍，	歌手、演員、主持人、模特兒。
- 7月10日——趙一虎，演員。
- 7月11日——林思傑，演員。
- 7月15日——張睿杰，歌手、演員，是劉致妤之弟。
- 7月17日——
  - 朱元勤，棒球選手。
  - 晨羽，小說家。
- 7月18日——單復昇，棒球選手。
- 7月21日——黃迪揚，演員。
- 7月23日——
  - 宋紀妍，演員、模特兒。
  - 蕭東意，演員。
- 7月24日——林衣倩，演員。
- 7月25日——汪竣泰，棒球選手。
- 7月26日——
  - 康思婷，歌手。
  - 蘇柏豪，政治人物。
  - 巫苡萱，啦啦隊員、通告藝人，是Rakuten Girls成員之一。
- 8月4日——朱億宗，籃球運動員。
- 8月5日——張正偉，棒球選手。
- 8月8日——周婷婷，演員、主持人、通告藝人。
- 8月12日——劉以豪，演員、模特兒。
- 8月13日——林芯儀，歌手。
- 8月15日——陳佑俊，演員。
- 8月17日——
  - 初家晴，演員。
  - 久遠，小說家。
- 8月22日——
  - 陳雁風，棒球選手。
  - 張彥彤，政治人物。
- 8月23日——向以丞，演員。
- 8月24日——吳仲強，演員。
- 8月26日——李濠任，棒球選手。
- 8月27日——楊昇達，諧星、主持人。
- 8月28日——余玥，作家、書評、YouTube網紅。
- 8月29日——張峰奇，歌手。
- 8月31日——
  - 洪思婕，羽球選手。
  - 謝健忠，演員。
  - 謝東霖，漫畫家、插畫家、小說家。
- 9月4日——
  - 卓毓彤，演員、主持人、模特兒、通告藝人。
  - 陳思宇，政治人物，曾任臺北市政府觀光傳播局局長、台灣民眾黨發言人。
- 9月6日——陳予新，歌手。
- 9月9日——廖璟瑄，演員、主持人。
- 9月12日——黃建豪，演員、導演。
- 9月15日——吳以尋，電腦遊戲製作人。
- 9月16日——林柏佑，棒球選手。
- 9月20日——吳培輝，棒球選手。
- 9月22日——
  - 林彥睿，羽球選手。
  - 曹晏豪，演員。
- 9月25日——廖俊傑，歌手、演員、作曲家、地板舞者，是模范棒棒堂第一代成員之一。
- 9月26日——陳楚翔，演員、籃球運動員。
- 9月29日——張馨儀，啦啦隊員。
- 10月1日——王瞳，演員。
- 10月3日——
  - 李勝木，羽球選手。
  - 施文倡，花式滑冰選手。
- 10月4日——林明亞，小說家。
- 10月5日——梅賢治，演員、主持人。
- 10月6日——蔣明翰，足球運動員。
- 10月9日——洪瑜鴻，是玖壹壹團長。
- 10月10日——謝其均，演員。
- 10月11日——趙孟姿，模特兒、主持人。
- 10月16日——陳奕，歌手、演員。
- 10月18日——劉宇菁，演員、模特兒。
- 10月20日——陳冠文，足球運動員。
- 10月21日——李振昌，棒球選手。
- 10月28日——翁滋蔓，歌手、演員、主持人。
- 11月3日——賴聖恩，歌手。
- 11月4日——吳志祺，桌球選手。
- 11月6日——楊皓崴，演員、模特兒。
- 11月8日——陳喬兒，演員、主持人，是MOMO家族成員之一。
- 11月9日——黃淯暟，棒球選手。
- 11月12日——
  - 蔡旻佑，歌手、演員、主持人。
  - 張哲豪，演員。
- 11月16日——吳沛寧，演員、主持人。
- 11月19日——廖曉彤，演員。
- 11月25日——
  - 黃偉豪，歌手。
  - 宋燕旻，新聞主播。
- 11月26日——連俞涵，演員、作家。
- 11月29日——
  - 吳奉晟，籃球教練。
  - 王宇兒，歌手、演員。
- 11月30日——曹雅雯，歌手。
- 12月2日——
  - 周婕妤，花式撞球選手。
  - 李律，演員。
  - 張旭，YouTube網紅。
- 12月5日——
  - 林政億，棒球選手。
  - 童子瑋，政治人物。
- 12月10日——
  - 李宣榕，歌手、演員、主持人。
  - 蔡玓彤，演員、舞者、主持人。
- 12月12日——胡曉芳，演員。
- 12月17日——杜忻恬，歌手。
- 12月19日——周文傑，歌手。
- 12月20日——江孟芝，美學設計師。
- 12月23日——
  - 李宥叡，籃球運動員。
  - 王景弘，電腦軟體工程師，曾任柯文哲競選團隊網路部工程師。
- 12月24日——謝東裕，歌手、演員、主持人，是模范棒棒堂第三代成員之一。
- 12月26日——
  - 曾櫟騁，跆拳道選手。
  - 劉育育，政治人物。
- 12月30日——蘇嘉敏，作家。

## 逝世
參見：1986年逝世
- 2月25日——杜聰明，臺灣首位醫學博士。（1893年出生）
- 3月20日——謝玉銘，物理學家。
- 5月9日——廖文毅，臺灣獨立運動先驅，「台灣共和國臨時政府」大統領。（1910年出生）
- 8月2日——嚴孝章，前榮工處處長、臺灣棒球運動推行者。
- 8月29日——周至柔，前臺灣省政府主席。
- 12月1日——連震東，前總統府資政、國策顧問。（1904年出生）